# Cum să te căsătorești cu un milionar
Cum să te căsătorești cu un milionar este o comedie romantică din anul 1953 produsă de 20th Century Fox, regizată de Jean Negulesco și produsă și scrisă de Nunnally Johnson. Scenariul are la bază The Greeks Had a Word for It de Zoe Akins și Loco de Dale Eunson și Katherine Albert. Muzica a fost asigutată de Alfred Newman, iar imaginea de Joseph MacDonald. Costumele au fost asigurate de Travilla.
Filmul îi are ca protagoniste pe Lauren Bacall, Marilyn Monroe și Betty Grable care sunt în căutarea averilor lui William Powell, David Wayne, Rory Calhoun, Cameron Mitchell, Alexander D'Arcy și Fred Clark.
Cum să te căsătorești cu un milionar a fost primul film care a fost filmat în noua modalitate  CinemaScope, care are ecran lat, și cel de-al doilea film lansat în acest format după The Robe.

## Prezentare

Monroe ca Pola, Grable ca Loco și Bacall ca Schatze

Inventiva Schatze Page (Lauren Bacall), spunky Loco Dempsey (Betty Grable) și ditsy Pola Debevoise (Marilyn Monroe) închiriază un penthouse de lux în Sutton Place de la Freddie Denmark (David Wayne), care evita plătirea taxelor prin mutarea în Europa. Femeile pun la cale să îl folosească pentru a cunoaște și a se mărita cu milionari. Având nevoie de bani, Schatze vinde o parte din mobila lui Freddie, bineînțeles fără ca acesta să știe; spre iarnă cam toate amenajările din casă dispar.
Într-o zi, Loco aduce cumpărăturile acasă, ajutată fiind de Tom Brookman (Cameron Mitchell). Tom este foarte atras de Schatze, dar ea știe dintr-o căsătorie anterioară cum este să fii căsătorită cu un om sărac — și încearcă din răsputeri să îl alunge, fără prea mare succes. Ea are ca obiectiv un pește mai mare: încântătorul văduv plin de clasă, J.D. Hanley (William Powell), a cărui avere este foarte mare. Tot timpul în care ea îl urmărește pe J.D., Tom se ține după ea. După fiecare întâlnire a lor, ea îi spune că nu mai vrea să îl mai vadă vreodată. Ea refuză să se mărite din nou cu un om sărac.
Între timp, Loco (Grable) îl cunoaște pe afaceristul grumpy businessman (Fred Clark). Deși el este căsătorit, ea este de acord să meargă cu el la casa lui din Maine, presupunând în mod eronat că acolo o să facă cunoștință cu mai mulți membrii ai clubului Elks Club. Când află adevărul, ea nu mai vrea să rămână acolo. Din fericire, el se îmbolnăvește de measles. Ea rămâne pentru a avea grijă de el, cu ajutorul unui tânăr pe nume Eben (Rory Calhoun), despre care ea crede că este proprietarul terenurilor din apropiere. Loco nu are nici cea mai mică problemă în a-și transfera afecțiune către tânărul și arătosul bărbat, cei doi logodindu-se. După ce află că este doar un pădurar, care are grijă să nu izbucnească incendii pe unul din terenurile "lui", Loco este foarte dezamăgită, dar îl iubește și este dispusă să treacă peste dezavantajul lui financiar.
Cea de-a treia membră a grupului, Pola (Monroe), este mioapă plină de umor, dar nu poartă ochelari acolo unde orice bărbat ar putea să o vadă astfel. După cum spune ea, "Bărbații nu sunt atrași de fetele care poartă ochelari." (care provine de la remarca lui Dorothy Parker "adesea bărbații sar peste fetele care poartă ochelari.") Ea se îndrăgostește de un magnat arab scrintit, fără să știe că el este de fapt un speculant pârlit. Din fericire, când ea ia avionul pentru a se întâlni cu arabul, citește greșit un indicator pentru avion, și ajunge într-un avion care merge într-un alt loc. Se așază lângă un bărbat, care de asemenea poartă ochelari, și care crede despre ea că este foarte simpatică. El o încurajează să își pună ochelarii. Bărbatul se dovedește a fi misteriosul Freddie Denmark; aflat în drum spre Kansas City ca să îl găsească contabilul care îi crease probleme cu fiscul. El nu are mare noroc după ce îl găsește pe contabil (ajunge să fie bătut), dar are mai mult succes cu Pola.
Loco și Pola se reîntâlnesc cu Schatze chiar înainte de nunta acesteia. Ea reușește să îl facă pe J.D. să își depășească îndoielile cu privire la diferența de vârstă dintre ei. Tom apare și este recunoscut de către ginere. J.D. are o premoniție despre cum au să evolueze lucrurile, așa că nu este foarte surprins când Schatze realizează că nu poate continua cu căsătoria, pentru că nu îl iubește. J.D. pleacă cu eleganță și Schatze, în ciuda aspirațiilor sale, ajunge să se mărite cu Tom.
În final, cele trei cupluri fericite ajung să aibă o cină cu hamburgeri. Tom i se confesează lui Schatze că el este foarte bogat, prin enumerarea tuturor lucrurilor pe care le are în proprietate, deși ea crede că el glumește. Când însă el plătește nota, scoțând un teanc mare de bani, toate cele trei femei leșină, realizând că spuse adevărul. Cei trei bărbați țin un toast pentru cele trei neveste lipsite de conștiență.

## Distribuție
- Betty Grable - Loco Dempsey
- Marilyn Monroe - Pola Debevoise
- Lauren Bacall - Schatze Page
- David Wayne - Freddie Denmark
- Rory Calhoun - Eben
- Cameron Mitchell - Tom Brookman
- Alex D'Arcy - J. Stewart Merrill
- Fred Clark - Waldo Brewster
- William Powell - J.D. Hanley

## Trivia
Când J.D. Hanley (William Powell) se îndrăgostește de Schatze Page, el îi supune că el este prea bătrând pentru ea și pleacă. Schatze încearcă să îl țină, spunându-i că ea a iubit mai mulți oameni bătrâni, inclusiv pe "tipul ăla bătrân, nu știu cum îi zice, din African Queen". Acesta face referire la Humphrey Bogart, soțul din viața de zi cu zi a lui Bacall, care era cu 25 de ani mai în vârstă decât Bacall și cu 7 ani mai tânăr decât Powell.

## O nouă ecranizare
Actița Nicole Kidman a cumpărat drepturile pentru How to Marry a Millionaire, și are de gând să producă o nouă ecranizare pentru acest film, cu un posibil rol în distribuția filmului.

## Premii și nominalizări

### Academy Awards
- 1954: Best Costume Design, Color, Charles LeMaire, William Travilla

### Writers Guild of America
- 1954: Best Written American Comedy, Nunnally Johnson

### BAFTA
- 1955: Best Film (USA)